# L'Âme du vin
Pour plus de détails, voir Fiche technique et Distribution.
L’Âme du vin est un film documentaire français sur le thème du vin réalisé par Marie-Ange Gorbanevsky sorti en 2019.

## Synopsis
« Les vins naissent de la rencontre de la terre, du ciel, et de l’homme… Chaque année en Bourgogne, la réussite de leur millésime est une véritable épopée. Le travail de la vigne et de la cave au fil des saisons aboutit à la création de vins exceptionnels, vivants, recherchés et adulés dans le monde entier : Romanée-Conti, Gevrey-Chambertin, Chambolle-Musigny, Meursault, Volnay… Ces vins portent en eux la parcelle de terre dont ils sont issus et l'âme des hommes qui leur ont donné vie. »

## Fiche technique
- Titre original : L’Âme du vin
- Réalisation : Marie-Ange Gorbanevsky
- Scénario : Marie-Ange Gorbanevsky
- Photographie : Elvire Bourgeois, Philippe Brelot
- Montage : Frédéric Bonnet
- Son : Bruno Ehlinger, Ludovic Elias, Emmanuel Le Gall
- Étalonnage : Alexandre Pocquet
- Montage et Mixage son : Damien Boitel
- Productrice exécutive : Marianne Lère
- Productrice déléguée : Anne Schuchman-Kune
- Producteurs associés : Marianne Lère, Joseph Tsai, Oliver P. Weisberg, Arthur M. Wang
- Sociétés de production : Schuch Productions en association avec Joparige Films et 127 Wall
- Société de distribution : Nour Films
- Pays d'origine :  France
- Langues originales : français
- Genre : Film documentaire
- Durée : 102 minutes
- Format : couleur - 4K
- Dates de sortie :
  -  France : 13 novembre 2019 (sortie nationale)

## Intervenants
- Bernard Noblet : Ancien chef de cave du Domaine de la Romanée-Conti
- Christophe Roumier : Vigneron, Domaine Georges Roumier
- Dominique Lafon : Vigneron, Domaine des Comtes Lafon
- Olivier Poussier : Meilleur sommelier du monde
- Frédéric Lafarge : Vigneron, Domaine Michel Lafarge
- Caroline Furtoss : Sommelière
- Olivier Bernstein : Vigneron, Maison Olivier Bernstein (Beaune)
- Stéphane Chassin : Tonnelier, Tonnellerie Chassin
- Jacques Puisais : Scientifique, œnologue
- Aubert de Villaine : Vigneron, Domaine de la Romanée-Conti
- Hide Ishizuka : Restaurateur
- Ryuji Teshima : Chef cuisinier